# L'arte di costruire le città
L'arte di costruire le città è un saggio di Camillo Sitte del 1889 che ha avuto un grande successo e impatto sulla cultura architettonica ed urbanistica moderno-contemporanea.

## Temi
Il libro tratta dei problemi odierni dello sviluppo urbano, individuando il principale problema nel fatto che ad uno sviluppo della tecnica non è seguito propriamente un aggiornamento dell'arte. Sitte non vuole un ritorno al passato sul modello di John Ruskin e non critica il presente "decadente", bensì cerca le soluzioni ai problemi odierni nella tradizione, in cui si ricercano dei principi di composizione universali. Il libro è suddiviso in due parti, chiamati "principi". I capitoli sono 14, e i punti salienti riguardano appunto l'appiattimento progressivo dell'urbanistica con l'introduzione della tecnologia moderna, il contrasto tra arte e tecnica moderna, l'importanza della tradizione come esempio per la futura conformazione della città.

### La piazza
Ruolo fondamentale nella rinascita dell'urbanistica deve averlo necessariamente la piazza. La piazza rappresenta per la città quello che l'atrio rappresenta in una casa di nobili: è cioè un luogo di interscambio ma anche accogliente e fastoso. Fondamentale è che s'integri bene con i monumenti, in un continuo dialogo di interscambio. Sitte porta ad esempio la scultura del David a Firenze, che nobilitava piazza della Signoria e che-da quando è stata spostata e sostituita con una copia in bronzo- ha perso e contemporaneamente tolto (alla piazza) valore.

## Edizioni
- Camillo Sitte, L'arte di costruire le citta. L'urbanistica secondo i suoi fondamenti artistici [L'Art de bâtir les villes], a cura di Daniel Wieczorek, traduzione di Renato Della Torre, 8ª ed., Milano, Jaca Book, 2007  [1981, 1994], ISBN 88-16-40065-X.